# Стефаново (Добричская область)
Стефаново (болг. Стефаново) — село в Болгарии. Находится в Добричской области, входит в общину Добричка. Население составляет 959 человек.

## Политическая ситуация
В местном кметстве Стефаново, в состав которого входит Стефаново, должность кмета (старосты) исполняет Тошко Монев Недялков (Болгарская социалистическая партия (БСП)) по результатам выборов правления кметства.
Кмет (мэр) общины Добричка — Петко Йорданов Петков (Болгарская социалистическая партия (БСП)) по результатам выборов в правление общины.